# Heinz Götze
Heinz Götze (* 8. August 1912 in Dresden; † 2. März 2001 in Heidelberg) war ein deutscher Verleger beim Verlagshaus Springer, deutscher Archäologe, Kunstsammler und Publizist.

## Leben
Heinz Götze, dessen Vater Stadthauptkassendirektor in Dresden war, besuchte die Dreikönigschule in Dresden und studierte dann Klassische Archäologie, Geschichte und Kunstgeschichte an den Universitäten Leipzig, München und in Neapel. 1938 wurde er in Leipzig mit einer Dissertation über attische Dreifigurenreliefs promoviert. Als Post-Doktorand war er am Deutschen Archäologischen Institut in Rom, wurde aber 1939 zum Militärdienst eingezogen (Luftwaffe). 1946 kam er aus Kriegsgefangenschaft zurück und trat 1949 als Mitarbeiter von Ferdinand Springer junior in den Springer-Verlag ein. 1957 wurde er persönlich haftender geschäftsführender Gesellschafter des Verlags, den er danach leitete. 1963 kamen Konrad Ferdinand Springer und 1978 der Diplom-Kaufmann Claus Michaletz in der Geschäftsleitung hinzu.
Götze war maßgeblich an der internationalen Expansion des Springer-Verlags nach dem Zweiten Weltkrieg beteiligt und trug damit konsequent der Tatsache Rechnung, dass die Wissenschaftssprache nunmehr Englisch war. 1964 wurde die Zweigstelle in New York gegründet (die 1978 16 Millionen Dollar umsetzte), 1978 Eastern Book Services in Japan erworben und 1983 eine Zweigstelle in Tokio eröffnet und weitere in London (ab 1973 eigenes Verlagsbüro), Paris (ab 1981 mit Redaktionsbüro) und Hongkong. Er bemühte sich auch frühzeitig um Kontakte in der Volksrepublik China. Ende der 1990er Jahre wurden 60 Prozent der Publikationen in Englisch veröffentlicht.
1985 wurde unter Götze der Birkhäuser Verlag erworben, 1974 Johann Ambrosius Barth Verlag, 1977 J. F. Lehmann, 1980 der Verlag Theodor Steinkopff und 1983 der Physica Verlag; auf juristischem Gebiet kam später der Nomos Verlag hinzu.
Nachdem die wissenschaftlichen Bibliotheken ihren Etat kürzen mussten, richtete Götze das Programm mehr auf Studenten sowie auf die Bereiche Informatik und Software aus. 1964 wurde die Reihe Heidelberger Taschenbücher gegründet und 1978 eine „Student Edition“ eingeführt. 1998 gaben sie 418 wissenschaftliche Zeitschriften heraus (die Hälfte medizinisch). Zu den vielen Referenzwerken gehörte unter anderem der Beilstein. Die elektronische Verfügbarkeit wurde seit den 1980er Jahren vorangetrieben und Ende der 1990er Jahre waren fast alle Zeitschriften des Verlags online verfügbar.
Ende 1992 schieden Götze und Konrad Ferdinand Springer aus der Geschäftsleitung aus. Nachfolger waren Claus Michaletz, Dietrich Götze (der Sohn von Heinz Götze) und Bernhard Lewerich. Götze und Konrad F. Springer blieben aber persönlich haftende Gesellschafter.
1997 überlegte der Verlag an die Börse zu gehen, da erheblicher Investitionsbedarf bestand und die Marktlage unter anderem wegen Einsparungen der Bibliotheken schlechter wurde, die Konkurrenz hoch war und viele Fusionen in der Branche zur Folge hatte. Die Gesellschafter verkauften 1998 80 Prozent der Stammaktien für 1 Milliarde DM an die Bertelsmann AG, wo der Verlag eine selbständige Einheit bildete. Götze war im Aufsichtsrat. 1990 lag der Umsatz bei 367 Millionen DM (davon 75 Millionen DM im Ausland) und 1998 bei 700 Millionen DM (die Hälfte im Ausland), bei 2300 Mitarbeitern.
Heinz Götze machte sich als Sammler ostasiatischer Kalligraphien einen Namen und 1999 wurde seine Sammlung Teil des Museums für Ostasiatische Kunst in Köln. 2004 wurde die Heinz-Götze-Stiftung zur Förderung von Wissenschaft und Forschung auf dem Gebiete der Geistes- und Kulturwissenschaften, insbesondere der Archäologie, der klassischen Philologie und der Kunstgeschichte Europas und Asiens sowie zur Förderung der Kunst und Kultur Asiens, insbesondere Ostasiens gegründet. Götze erhielt das Große Bundesverdienstkreuz mit Stern (1987), die Goldene Ehrennadel des Deutschen Buchhandels und hatte mehrere medizinische Ehrendoktortitel (Heidelberg, Erlangen-Nürnberg, Dresden). Er erhielt den Distinguished Service Award des Fields Institute in Waterloo und war Ehrenbürger der Universität Göttingen. Außerdem war er Honorary Fellow des Royal College of Pathologists in London (1992) und Honorarprofessor des Peking Union Medical College.
Der Ehe mit Linde Beckers (Heirat 1963) entstammen ein Sohn und eine Tochter. Aus erster Ehe hatte er den Sohn Dietrich Götze (* 1941), der auch Geschäftsführer bei Springer wurde. Götze war ein Sammler ostasiatischer Kunst (Kalligraphien). Er wohnte in Heidelberg.